# Macedonia del Norte en el Festival de la Canción de Eurovisión 2021
Macedonia del Norte participó en el LXV Festival de la Canción de Eurovisión, celebrado en Róterdam, Países Bajos del 18 al 22 de mayo del 2021, tras la victoria de Duncan Laurence con la canción «Arcade». La Makedonska Radio Televizija (MRT) decidió mantener al representante de Macedonia del Norte de la cancelada edición de 2020, Vasil Garvanliev para participar en la edición de 2021, siendo presentada en el mes de marzo la balada «Here I Stand» con la cual competiría.
Pasando desapercibida por las casas de apuestas, Vasil finalizó en 15° y penúltimo lugar de la semifinal 1 con 23 puntos, 12 puntos del jurado profesional y 11 del televoto.

## Historia de Macedonia del Norte en el Festival
Macedonia del Norte es uno de los países de Europa del Este que se fueron uniendo al festival después de la disolución de Yugoslavia. Macedonia del Norte intentó debutar en 1996 con la cantante Kaliopi con la canción «Samo ti», sin embargo, Macedonia fue eliminada en la audición preclasificatoria a puerta cerrada realizada anteriormente, colocándose en 26° lugar con 14 puntos. Macedonia del Norte logró debutar dos años después, en 1998 con el cantante Vlado Janevski. Desde entonces el país ha concursado en 19 ocasiones, siendo su mejor participación en 2019, cuando se colocaron en 7.ª posición con Tamara Todevska con la balada «Proud». Macedonia del Norte es uno de los países balcánicos con peores resultados, colocándose solamente en una ocasión dentro de los mejores 10 del concurso y siendo uno de los países con más eliminaciones en semifinales: 10 ocasiones.
La representante para la edición cancelada de 2020 era el cantante seleccionado internamente, Vasil Garvanliev con la canción «You». En 2019, la cantante Tamara Todevska, terminó en 7° lugar con 305 puntos en la gran final, con el tema «Proud» ganando de manera sorpresiva la votación del jurado profesional (247 puntos). Previamente había clasificado en la semifinal 2 tras obtener la 2.ª posición con 239 puntos.

## Representante para Eurovisión

### Elección Interna
Macedonia del Norte confirmó su participación en el Festival de Eurovisión de 2021 el 16 de septiembre de 2020. La MRT anunció el 20 de enero de 2021 que Vasil, artista seleccionado para participar en el festival de 2020, se mantendría como representante macedonio en el concurso. La MRT abrió el plaza para entrega de propuestas para el concurso desde ese día hasta el 27 de enero de 2021. En febrero fue anunciado «Here I Stand» como el título de la canción y que el tema se presentaría junto al videoclip en marzo. Finalmente la presentación se realizó el 11 de marzo junto al videoclip, siendo «Here I Stand» una balada con toques góspel compuesto por el propio Vasil junto a Borče Kuzmanovski y Davor Jordanovski. Tras la presentación del videoclip, se lanzaron una serie de críticas por parte de grupos de ultraderecha en contra de Vasil y la canción, ya que en el videoclip grabado en el Museo Nacional de la capital Skopie, se podía observar durante unos instantes una obra de arte de la artista macedonia Janeta Vangeli cuyos colores cercanos al blanco, verde y rojo fueron identificados por algunos con la bandera de la vecina Bulgaria. Debido a esto, estos grupos lanzaron una petición en Change.org que superó las 20.000 firmas para retirar la candidatura, sin embargo la MRT el 23 de marzo reconfirmó a Vasil como su representante.

## En Eurovisión
De acuerdo a las reglas del festival, todos los concursantes inician desde las semifinales, a excepción del anfitrión (en este caso, Países Bajos) y el Big Five compuesto por Alemania, España, Francia, Italia y Reino Unido. La producción del festival decidió respetar el sorteo ya realizado para la edición cancelada de 2020 por lo que se determinó que el país, tendría que participar en la primera semifinal. En este mismo sorteo, se determinó que participaría en la primera mitad de la semifinal (posiciones 1-7). Semanas después, ya conocidos los artistas y sus respectivas canciones participantes, la producción del programa dio a conocer el orden de actuación, determinando que Macedonia del Norte participara en la sexta posición, precedida por Australia y seguido de Irlanda.
Los comentarios para Macedonia del Norte corrieron por parte de Mojca Mavec, tanto para televisión como para radio. El portavoz de la votación del jurado profesional macedonio fue Vane Markoski.

### Semifinal 1
Vasil tomó parte de los primeros ensayos los días 8 y 12 de mayo, así como de los ensayos generales con vestuario de la primera semifinal los días 17 y 18 de mayo. El ensayo general de la tarde del 17 fue tomado en cuenta por los jurados profesionales para emitir sus votos, que representan el 50% de los puntos. Macedonia del Norte se presentó en la posición 6, detrás de Irlanda y por delante de Australia. La actuación macedonia fue llamativa con Vasil solo en el escenario durante toda la actuación. El escenario inició en penumbras con una proyección de luz en el pecho de Vasil que formaba una "luz interior", para dar paso a un recinto iluminado en tonos dorados. Posteriormente un rayo de luz se proyectaría sobre el pecho de Vasil creando una serie de haces de luces que se reflejaban. El recinto finalizó iluminándose progresivamente de colores dorados.
Al final del show, Macedonia del Norte no fue anunciada como uno de los países clasificados para la gran final. Los resultados revelados una vez terminado el festival, posicionaron al cantante macedonio en la 15.ª posición con 23 puntos, habiéndose colocado en el último (16.°) lugar del jurado profesional con 12 puntos y en 13.° lugar del televoto con 11 puntos.

### Votación

#### Puntuación otorgada a Macedonia del Norte

##### Semifinal 1
| Jurado    | Jurado      | Jurado      | Jurado    | Jurado    |
| 12 puntos | 10 puntos   | 8 puntos    | 7 puntos  | 6 puntos  |
| --------- | ----------- | ----------- | --------- | --------- |
|           |             |             |           | - Rumania |
| 5 puntos  | 4 puntos    | 3 puntos    | 2 puntos  | 1 punto   |
|           | - Eslovenia |             | - Irlanda |           |
| Televoto  |             |             |           |           |
| 12 puntos | 10 puntos   | 8 puntos    | 7 puntos  | 6 puntos  |
|           |             | - Eslovenia |           |           |
| 5 puntos  | 4 puntos    | 3 puntos    | 2 puntos  | 1 punto   |
|           |             |             | - Rumania | - Croacia |

#### Puntuación otorgada por Macedonia del Norte
| Puntos    | Jurado     | Televoto   |
| --------- | ---------- | ---------- |
| 12 puntos | Israel     | Croacia    |
| 10 puntos | Malta      | Malta      |
| 8 puntos  | Croacia    | Rusia      |
| 7 puntos  | Rusia      | Azerbaiyán |
| 6 puntos  | Azerbaiyán | Chipre     |
| 5 puntos  | Ucrania    | Ucrania    |
| 4 puntos  | Chipre     | Lituania   |
| 3 puntos  | Eslovenia  | Eslovenia  |
| 2 puntos  | Noruega    | Bélgica    |
| 1 punto   | Suecia     | Israel     |

| Puntos    | Jurado   | Televoto   |
| --------- | -------- | ---------- |
| 12 puntos | Serbia   | Serbia     |
| 10 puntos | Italia   | Albania    |
| 8 puntos  | Israel   | Italia     |
| 7 puntos  | Francia  | Suiza      |
| 6 puntos  | Suiza    | Chipre     |
| 5 puntos  | Malta    | Francia    |
| 4 puntos  | Islandia | Ucrania    |
| 3 puntos  | Suecia   | Azerbaiyán |
| 2 puntos  | Chipre   | Finlandia  |
| 1 punto   | Rusia    | Rusia      |

##### Desglose
El jurado macedonio estuvo compuesto por:
- Robert Bilbilov
- Jana Burčeska - miembro solamente en la semifinal 1
- Lara Ivanova
- Erhan Shukri
- Ile Spasev
- Darko Tasev - miembro solamente en la final

| Semifinal 1 | Semifinal 1         | Semifinal 1                | Semifinal 1                | Semifinal 1                | Semifinal 1                | Semifinal 1                | Semifinal 1                | Semifinal 1                | Semifinal 1                | Semifinal 1                |
| N.º         | País                | Jurado                     | Jurado                     | Jurado                     | Jurado                     | Jurado                     | Jurado                     | Jurado                     | Televoto                   | Televoto                   |
| N.º         | País                | Jurado A                   | Jurado B                   | Jurado C                   | Jurado D                   | Jurado E                   | Ranking                    | Puntos                     | Ranking                    | Puntos                     |
| ----------- | ------------------- | -------------------------- | -------------------------- | -------------------------- | -------------------------- | -------------------------- | -------------------------- | -------------------------- | -------------------------- | -------------------------- |
| 01          | Lituania            | 14                         | 13                         | 7                          | 15                         | 15                         | 13                         |                            | 7                          | 4                          |
| 02          | Eslovenia           | 9                          | 9                          | 4                          | 7                          | 9                          | 8                          | 3                          | 8                          | 3                          |
| 03          | Rusia               | 4                          | 10                         | 3                          | 3                          | 7                          | 4                          | 7                          | 3                          | 8                          |
| 04          | Suecia              | 8                          | 8                          | 9                          | 10                         | 8                          | 10                         | 1                          | 13                         |                            |
| 05          | Australia           | 10                         | 11                         | 10                         | 9                          | 10                         | 12                         |                            | 15                         |                            |
| 06          | Macedonia del Norte | -------------------------- | -------------------------- | -------------------------- | -------------------------- | -------------------------- | -------------------------- | -------------------------- | -------------------------- | -------------------------- |
| 07          | Irlanda             | 12                         | 14                         | 14                         | 11                         | 13                         | 14                         |                            | 14                         |                            |
| 08          | Chipre              | 6                          | 6                          | 11                         | 8                          | 6                          | 7                          | 4                          | 5                          | 6                          |
| 09          | Noruega             | 11                         | 5                          | 15                         | 4                          | 14                         | 9                          | 2                          | 12                         |                            |
| 10          | Croacia             | 2                          | 2                          | 8                          | 6                          | 5                          | 3                          | 8                          | 1                          | 12                         |
| 11          | Bélgica             | 13                         | 15                         | 12                         | 14                         | 11                         | 15                         |                            | 9                          | 2                          |
| 12          | Israel              | 1                          | 1                          | 1                          | 1                          | 2                          | 1                          | 12                         | 10                         | 1                          |
| 13          | Rumania             | 5                          | 12                         | 13                         | 13                         | 12                         | 11                         |                            | 11                         |                            |
| 14          | Azerbaiyán          | 15                         | 4                          | 6                          | 5                          | 4                          | 5                          | 6                          | 4                          | 7                          |
| 15          | Ucrania             | 7                          | 7                          | 5                          | 12                         | 3                          | 6                          | 5                          | 6                          | 5                          |
| 16          | Malta               | 3                          | 3                          | 2                          | 2                          | 1                          | 2                          | 10                         | 2                          | 10                         |

| Final | Final        | Final    | Final    | Final    | Final    | Final    | Final   | Final  | Final    | Final    |
| N.º   | País         | Jurado   | Jurado   | Jurado   | Jurado   | Jurado   | Jurado  | Jurado | Televoto | Televoto |
| N.º   | País         | Jurado A | Jurado B | Jurado C | Jurado D | Jurado E | Ranking | Puntos | Ranking  | Puntos   |
| ----- | ------------ | -------- | -------- | -------- | -------- | -------- | ------- | ------ | -------- | -------- |
| 01    | Chipre       | 10       | 12       | 15       | 9        | 4        | 9       | 2      | 5        | 6        |
| 02    | Albania      | 5        | 18       | 11       | 18       | 11       | 12      |        | 2        | 10       |
| 03    | Israel       | 4        | 7        | 1        | 8        | 5        | 3       | 8      | 22       |          |
| 04    | Bélgica      | 12       | 6        | 25       | 16       | 14       | 14      |        | 23       |          |
| 05    | Rusia        | 8        | 11       | 4        | 13       | 21       | 10      | 1      | 10       | 1        |
| 06    | Malta        | 9        | 5        | 2        | 5        | 7        | 6       | 5      | 13       |          |
| 07    | Portugal     | 11       | 26       | 7        | 15       | 8        | 13      |        | 21       |          |
| 08    | Serbia       | 1        | 3        | 9        | 2        | 2        | 1       | 12     | 1        | 12       |
| 09    | Reino Unido  | 21       | 10       | 13       | 12       | 12       | 16      |        | 20       |          |
| 10    | Grecia       | 14       | 16       | 12       | 10       | 17       | 17      |        | 16       |          |
| 11    | Suiza        | 3        | 4        | 23       | 4        | 3        | 5       | 6      | 4        | 7        |
| 12    | Islandia     | 26       | 9        | 5        | 3        | 16       | 7       | 4      | 12       |          |
| 13    | España       | 23       | 19       | 14       | 24       | 13       | 20      |        | 25       |          |
| 14    | Moldavia     | 22       | 20       | 17       | 26       | 23       | 24      |        | 15       |          |
| 15    | Alemania     | 24       | 21       | 19       | 21       | 26       | 25      |        | 24       |          |
| 16    | Finlandia    | 20       | 17       | 21       | 17       | 18       | 22      |        | 9        | 2        |
| 17    | Bulgaria     | 15       | 8        | 20       | 22       | 9        | 15      |        | 11       |          |
| 18    | Lituania     | 25       | 22       | 26       | 23       | 20       | 26      |        | 17       |          |
| 19    | Ucrania      | 6        | 25       | 24       | 6        | 15       | 11      |        | 7        | 4        |
| 20    | Francia      | 2        | 2        | 6        | 7        | 10       | 4       | 7      | 6        | 5        |
| 21    | Azerbaiyán   | 16       | 15       | 10       | 11       | 22       | 18      |        | 8        | 3        |
| 22    | Noruega      | 18       | 23       | 8        | 19       | 19       | 19      |        | 18       |          |
| 23    | Países Bajos | 13       | 24       | 18       | 25       | 24       | 23      |        | 26       |          |
| 24    | Italia       | 7        | 1        | 3        | 1        | 6        | 2       | 10     | 3        | 8        |
| 25    | Suecia       | 19       | 13       | 16       | 14       | 1        | 8       | 3      | 14       |          |
| 26    | San Marino   | 17       | 14       | 22       | 20       | 25       | 21      |        | 19       |          |